# Grace Henderson (sciatrice)
Grace Henderson (Madbury, 28 aprile 2001) è una sciatrice freestyle statunitense, specializzata in slopestyle e big air.

## Biografia
Attiva in gare FIS dal gennaio 2016, Grace Henderson ha debuttato in Coppa del Mondo il 5 febbraio 2017, giungendo 14ª nello slopestyle di Mammoth Mountain. Il 19 novembre 2022 ha ottenuto il suo primo podio nel massimo circuito, arrivando 3ª nella stessa disciplina a Stubaital, nella gara vinta dalla norvegese Johanne Killi.

## Palmarès

### Winter X Games
- 1 medaglia:
  - 1 argento (big air ad Aspen 2025)

### Coppa del Mondo
- Miglior piazzamento in Coppa del Mondo generale di freestyle: 14ª nel 2023
- 1 podio:
  - 1 terzo posto